# 풋볼사우스 프리미어리그
풋폴사우스 프리미어리그(영어: ODT Southern Football Premier League)는 뉴질랜드 남섬의 하반부 클럽이 참여하는 서던 풋볼이 관리하는 뉴질랜드 축구 리그이다. 클럽 중 5팀은 더니딘에서, 각각 1개는 와나카, 퀸스타운, 모스길, 티머루, 인버카길에 위치한 팀이 참여한다.. 
리그에는 이전에 오타고 청소년 팀도 포함되었었다.
2009년까지 리그는 사커사우스 프리미어리그로 불렸으며, 대회가 시작된 이래로 Dunedin City Royals 와 해당 클럽을 형성하기 위해 합병된 두 개의 전신 팀인 Caversham AFC 와 Dunedin Technical이 주도해 왔다.
리그는 2022년 시즌이 시작될 때 Timaru와 Invercargill의 팀이 추가되면서 8개에서 10개 클럽으로 확장되었다.
2022년부터 남부 프리미어 리그의 우승자는 캔터베리 프리미어리그 의 우승자와의 승격 경기에 참가한다. 이 경기의 승자는 남부 리그 에서 자리를 얻는다.
남부 프리미어 리그 최하위 팀은 자동으로 주변 지역 리그로 강등된다. Fletcher Cup(Otago), Donald Gray Memorial Cup (Southland) 및 South Canterbury Division 1(South Canterbury)의 우승팀이 Southern Football Premier League로의 승격을 위한 플레이오프 경기를 치룬다.